# 波蘭郵政

波蘭郵政（波蘭語：Poczta Polska S.A.）是波蘭的國有郵政企業，最初成立於1558年。公司總部位於華沙，僱傭有超過67,000名員工。波蘭郵政是波蘭最大企業之一，經營包括物流、銀行、保險等多種業務。

## 外部連結
- 官方网站